# Vagabonds of the Western World
《Vagabonds of the Western World》는 1973년에 발매된 아일랜드의 하드 록 밴드 씬 리지의 세 번째 스튜디오 음반이다. 이 음반은 원래 기타리스트인 에릭 벨과 함께한 밴드의 마지막 음반이었고, 짐 피츠패트릭의 작품이 수록된 첫 번째 음반이었다.

## 평가
| 전문가 평가                      | 전문가 평가 |
| 평가 점수                        | 평가 점수   |
| 출처                             | 점수        |
| -------------------------------- | ----------- |
| AllMusic                         | [ 4 ]       |
| Collector's Guide to Heavy Metal | 7/10        |
| Pitchfork                        | 7.0/10      |

《피치포크》의 평론가 스튜어트 버먼은 필 라이넛이 〈The Rocker〉에서 "영적으로 표류한 음악가의 사운드가 자신의 진정한 소명을 황홀하게 발견하면서" 이 음반에서 어떻게 "더 큰 자신감과 일관성을 가지고 잼을 쫓아내기 시작했는지"에 대해 언급했다. 버먼은 또한 "스윙" 〈Mama Nature Said〉, "화려한 영혼의 세레나데 〈Little Girl in Bloom〉 및 타이틀곡에 대해 호의적으로 언급했다. 올뮤직의 에두아르도 리바다비아는 이 음반을 씬 리지의 "첫 번째 소닉적으로 만족스러운 음반"이라고 설명했으며, 라이넛은 "첫 번째 선의의 클래식"인 〈The Rocker〉에서 "태도와 위험한 스웨거"로 표현했다. 그는 〈Little Girl in Bloom〉을 "절대적으로 결함이 없다"고 설명했으며, 환경주의자인 〈Mama Nature Said〉에서 에릭 벨의 슬라이드 기타 연주에 주목했지만, 〈The Hero and the Madman〉과 〈Slow Blues〉는 각각 "과대하게 부풀려졌다"와 "미온적이다"라고 비판했다. 캐나다의 저널리스트 마틴 포포프는 이 음반의 "잔인한 음질과 스타일 탐색적인 방식"에 대해 미국 블루스에서 모타운, 초기 메탈에 이르기까지 다양한 영향을 혼합하고 있다고 말했다. 그는 《Vagabonds of the Western World》를 "단순하고 개성이 없어 보이거나 오래된 것으로 보이는" 4개 트랙의 씬 리지 음반 중 가장 낮은 것으로 평가했으며, "높은 수준의 리지 각인의 흔적이 거의 없다"고 평가했다.

## 곡 목록
| #  | 제목                        | 작사·작곡               | 재생 시간 |
| -- | --------------------------- | ----------------------- | --------- |
| 1. | 〈Mama Nature Said〉        | 필 라이넛               | 4:52      |
| 2. | 〈The Hero and the Madman〉 | 라이넛                  | 6:08      |
| 3. | 〈Slow Blues〉              | 브라이언 다우니, 라이넛 | 5:14      |
| 4. | 〈The Rocker〉              | 에릭 벨, 다우니, 라이넛 | 5:12      |

| #  | 제목                               | 작사·작곡  | 재생 시간 |
| -- | ---------------------------------- | ---------- | --------- |
| 5. | 〈Vagabonds of the Western World〉 | 라이넛     | 4:44      |
| 6. | 〈Little Girl in Bloom〉           | 라이넛     | 5:12      |
| 7. | 〈Gonna Creep Up on You〉          | 벨, 라이넛 | 3:27      |
| 8. | 〈A Song for While I'm Away〉      | 라이넛     | 5:10      |